# 四硼化铁
四硼化铁（FeB4）是新近发现的一种超硬材料和超导材料，已由拜罗伊特大学的缑慧阳等人在实验室中成功合成。它是第一种先由计算机设计，再根据计算结果制备出的超导体。